# 玉米秸秆

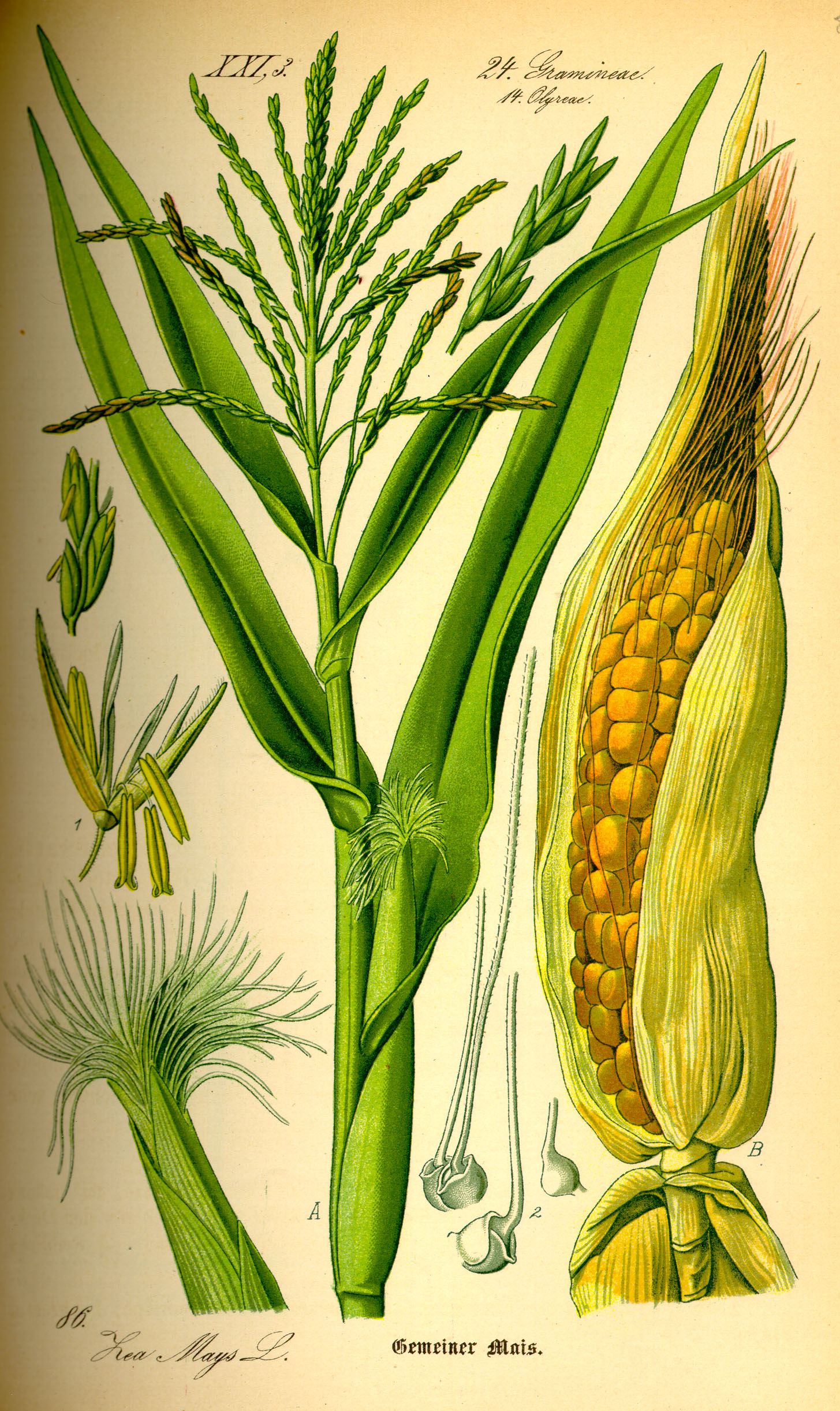
玉米亚种

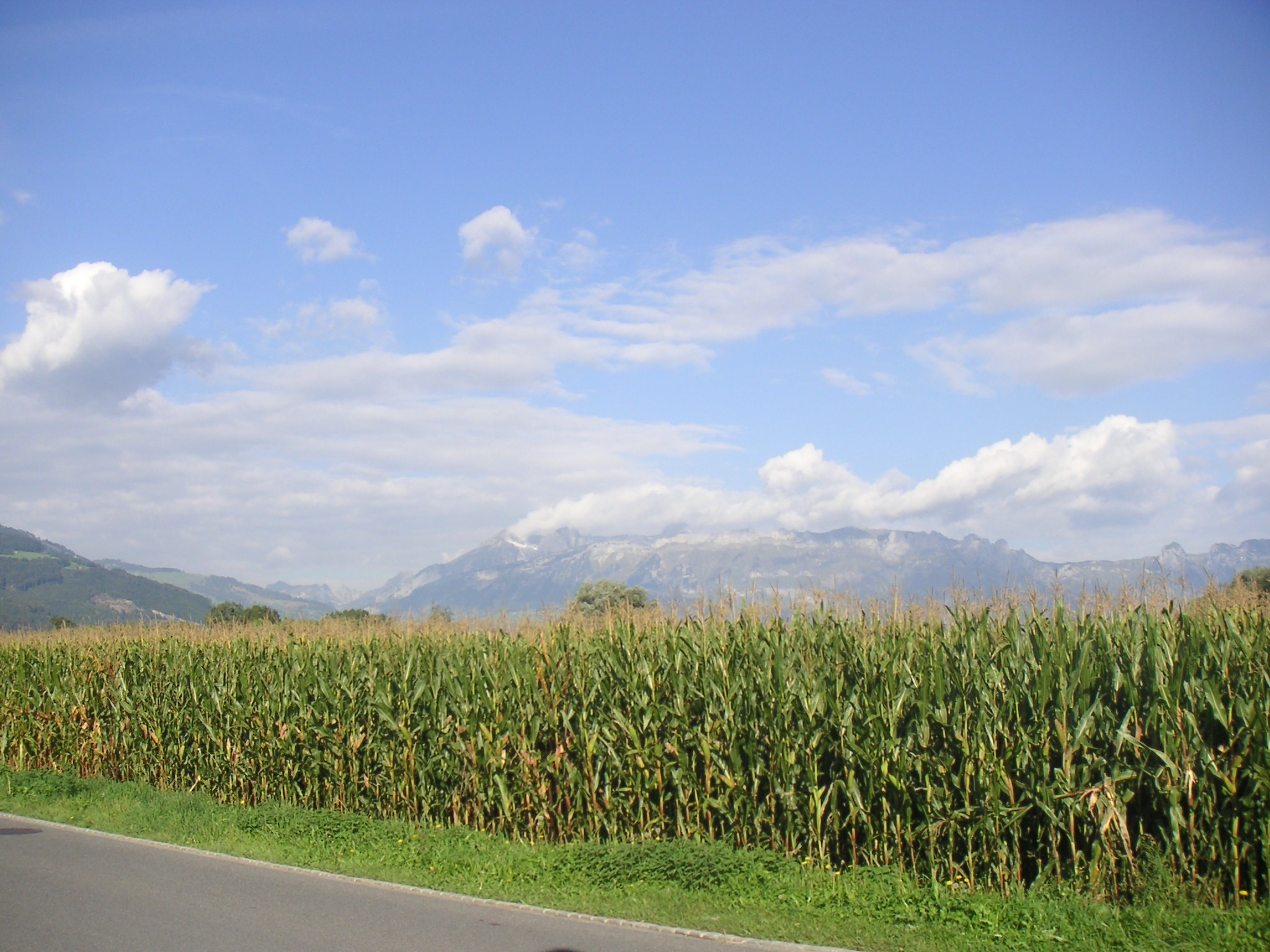
玉米田

玉米秸秆由收获后留在田间的玉米植物的叶子、茎和穗轴组成。这种秸秆约占玉米作物产量的一半 ；在玉米主产区，玉米秸秆是非常常见的农产品。除了收获玉米的非谷物部分外，秸秆还可能含有其他杂草和草类。  最常见的利用方式是将其制作成饲料，用于喂养动物。

## 用途

### 饲料（青贮或非青贮）
玉米秸秆通常用作饲料，可以直接作为草料喂养动物，也可以被切碎用作青贮饲料，还可以直接收集起来用作非青贮饲料，甚至可以制成饲料颗粒。在较寒冷的地区，玉米饲料通常被青贮，而在热带地区，可以全年收割并作为绿色饲料用来喂养动物。 

### 垫料
除了作为饲料，玉米秸秆还可以被收集用作牲畜的垫料，即用来捕获和容纳动物粪便的纤维素散装材料。另外，它还可以留在田间作为植物垫料，用于土壤改良。这些秸秆最终会转化为有机物质，成为土壤改良剂。

### 生物能源
玉米秸秆的另一个用途是作为生物能源的燃料，或者作为生物产品的原料。它可以在炉中燃烧，产生蒸汽涡轮转化为电力的能量。此外，玉米秸秆还具有生产纤维素乙醇（生物质乙醇）的潜力，这是一种由非谷物植物材料制成的乙醇 。 玉米秸秆的广泛获取使其成为生物质乙醇生产的主要候选原料。 

## 成分和性能
| 成分          | 干重百分比     |
| ------------- | -------------- |
| 纤维素/葡聚糖 | 37.4           |
| 木聚糖        | 21.1           |
| 木质素        | 18.0           |
| 灰            | 5.2            |
| 总热值        | 18.6 兆焦/公斤 |
| 蛋白质        | 3.1            |
| 醋酸盐        | 2.9            |
| 阿拉伯聚糖    | 2.9            |
| 半乳聚糖      | 2.0            |
| 甘露聚糖      | 1.6            |